# Перрі (округ, Пенсільванія)
Шаблон:StateAbbr_ 40°24′ пн. ш. 77°16′ зх. д. / 40.4° пн. ш. 77.27° зх. д.
Округ Перрі (англ. Perry County) — округ (графство) у штаті Пенсільванія, США. Ідентифікатор округу 42099.
Станом на 2010 рік чисельність населення становила 45 969 чоловік. Центр населеності Пенсільванії розташований в графстві Перрі, в містечку Дунканнон.
Округ Перрі, який спочатку був частиною округу Камберленд, була створений в 1820 році через те, що жителі не хотіли подорожувати по горі до містечка Карлайл (центру округу Камберленд). Центр округу Перрі — це містечко Блумфілд, яке іноді називають Новий Блумфілд. Округ був створений по 22 березня 1820 року, і був названий на честь Олівера Перрі, героя Війни 1812 року, який незадовго до того помер.

## Географія
Згідно з даними Бюро перепису населення США, округ має загальну площу 556 квадратних миль (1,439 км ²), з яких 554 квадратних миль (1,434 км ²) землі та 2 квадратні милі (6 км ²) (0.40 %) складаються з води.

## Демографія
Відповідно до перепису 2000 року, у окрузі жили 43 602 особи, 16 695 будинкоутримувачів та 12 320 сімей. Густота населення округу становила 79 осіб на квадратну милю (30 осіб/км²), та налічувалося 18 941 одиниць житла з середньою густининою розміщення у 34 одиниці на квадратну милю (13 одиниць/км²). Расовий склад округу був наступним:
- Білі — 98.54 %;
- Афроамериканці — 0.43 %;
- Індіанці — 0.12 %;
- Азіати — 0.15 %;
- Уродженці тихоокеанських островів — 0.01 %;
- Інших рас — 0.21 %;
- Двох або більше рас — 0.54 %.

0.69 % населення були іспаномовними або латиноамериканцями будь-якої раси.
За етнічною ознакою 45.8 % населення округу були німцями, 16.4 % — американцями, 7.8 % — ірландцями і 5.0 % англійцями, за даними перепису 2000 року. 96.8 % населення вказали англійську і 1.2 % іспанську мову як їх рідну мову.
Станом на 2000 рік було 16 695 сімей, з яких 33.2 % мали дітей віком до 18 років, які проживали з ними, 61.6 % були подружніми парами, що живуть разом, 7.8 % жінок проживали без чоловіків, а 26.20 % не мали родини. 21.7 % всіх домогосподарств складалися з окремих осіб і 9.30 % з них — самотні люди віком 65 років та старше. Середній розмір родини був 3.01.
Віковий розподіл населення поданий у таблиці:
| Стать    | До 15 років | 15-21 | 22-29 | 30-39 | 40-49 | 50-65 | 65-85 | Понад 85 |
| -------- | ----------- | ----- | ----- | ----- | ----- | ----- | ----- | -------- |
| Чоловіки | 4550        | 2131  | 1876  | 3335  | 3673  | 3741  | 2143  | 171      |
| Жінки    | 4535        | 1851  | 1940  | 3386  | 3646  | 3593  | 2660  | 371      |

## Суміжні округи
- Джуніата — північ
- Нортамберленд — напівнічний схід
- Дофін — схід
- Камберленд — південь
- Франклін — південний захід

## Муніципалітети

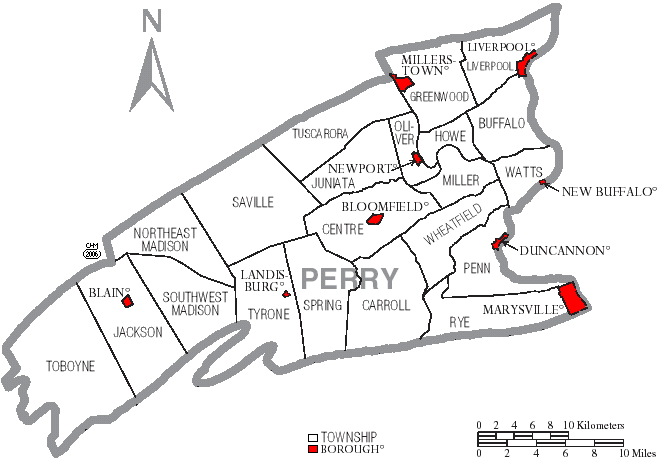
Карта округу Перрі, що демонструє містечка (червоний колір) та селища (білий).

Відповідно до законодавства штату Пенсільванія, існує чотири типи об'єднаних муніципалітетів: місто, містечко, район, селище.

## Політика
Округ Перрі є одним з найбільш республіканських округів в штаті Пенсільванія. В 2004 році, Джордж Вокер Буш отримав 13,919 голосів (72 %), а демократ Джон Керрі отримав 5,423 голосів (28 %). Округ голосував за республіканця в кожних президентських виборах з 1964 року.